# Nhà thờ chính tòa Auch
Vương cung thánh đường Nhà thờ chính tòa Thánh Maria của Auch (tiếng Pháp: Basilique Cathédrale Sainte-Marie d'Auch) là một nhà thờ Công giáo La Mã nằm ở thị trấn Auch, vùng Occitanie, Pháp. Đây là một di tích quốc gia, và là trụ sở của Tổng Giáo phận Auch. Sau thỏa ước 1801, giáo phận bị sáp nhập vào Giáo phận Agen nhưng được tái thành lập vào năm 1822. Nhà thờ được sắc phong tiểu vương cung thánh đường vào ngày 25 tháng 4 năm 1928. Ấn tượng nhất tại nhà thờ có lẽ là 18 ô cửa kính màu thời kỳ Phục hưng của Arnaud de Moles.
Nhà thờ là một phần của Di sản thế giới Đường hành hương Santiago de Compostela ở Pháp được UNESCO công nhận từ năm 1998.